# 馬爾京基夫齊
49°18′24″N 26°15′29″E / 49.30667°N 26.25806°E
馬丁基夫齊（烏克蘭語：Мартинківці）是位於烏克蘭西部的村莊，由赫梅利尼茨基州裡赫梅利尼茨基區的薩塔尼夫市鎮負責管轄。該村始建於1756年，面積0.54平方公里，海拔高度264米，2001年人口124，人口密度每平方公里230.9人。